# Campeonato Mundial de Voleibol Feminino de 2025
O Campeonato Mundial de Voleibol Feminino de 2025 será a 20ª edição da principal competição organizada pela Federação Internacional de Voleibol (FIVB) no período de 22 de agosto a 7 de setembro.
A partir desta edição, a competição será aumentada de 24 para 32 participantes. O torneio será assim também realizado semestralmente em vez de quadrienalmente.

## Escolha da sede
O processo de licitação para sediar os Campeonatos Mundiais da FIVB de 2025 e 2027 começou em agosto de 2023. As federações nacionais tiveram até 31 de agosto de 2023 para registrar interesse. Para a edição feminina, cinco nações mostraram interesse como Filipinas, Hong Kong, Indonésia, Tailândia e Vietnã. Como a Indonésia, Filipinas, Tailândia e o Vietnã foram os maiores e de mais rápido crescimento mercados para o vôlei e alguns desses países não tinham potencial suficiente para sediar o Campeonato Mundial expandido sozinhos, a FIVB viu a co-sede entre quatro países como a melhor opção para compartilhar riscos e benefícios relacionados, fortalecer laços cordiais entre os países co-anfitriões e promover o esporte no Sudeste Asiático.
A definição estava prevista para março de 2024, mas por questões políticas, o processo foi adiado. As Filipinas optaram por não disputar mais o pleito para receber os jogos femininos após terem sido escolhidas para ser a sede da versão masculina, além de acharem o processo confuso. O Vietnã também retirou a sua candidatura por questões financeiras. A Tailândia acabou sendo a única candidata para o mundial de 2025, mas enfrentou algumas resistências internas por questões de orçamento. Após ter recebido com sucesso a fase final da Liga das Nações de Voleibol Feminino de 2024, a FIVB decidiu escolher o país como sede do próximo mundial. Eventualmente, a FIVB e o Volleyball World anunciaram que a Tailândia foi selecionada como única anfitriã do torneio na Assembleia Geral Eletiva da Confederação Asiática de Vôlei (AVC) em 30 de agosto de 2024 em Banguecoque. A oficialização da Tailândia como novo país-sede do Mundial aconteceu em 6 de dezembro após o governo local comunicar o interesse à FIVB.

## Locais
| Primeira Fase (Grupos A e H) e final | Primeira Fase (Grupos B e G)    | Primeira Fase (Grupos C e F)                                         | Primeira Fase (Grupos D e E)          |
| Indoor Stadium Huamark Banguecoque   | Phuket Municipal Stadium Phuket | Chiang Mai International Exhibition and Convention Centre Chiang Mai | Korat Chatchai Hall Nakhon Ratchasima |
| ------------------------------------ | ------------------------------- | -------------------------------------------------------------------- | ------------------------------------- |
| Capacidade: 6 000                    | Capacidade: 4 000               | Capacidade: 5 000                                                    | Capacidade: 5 000                     |
|                                      |                                 |                                                                      |                                       |

## Qualificatórias
A fase de qualificação da competição é composta por quatro categorias. O(s) anfitrião(es) garantirão o(s) primeiro(s) lugar(es). A atual campeã mundial, Sérvia, também se classifica automaticamente. As três melhores equipes de cada um dos últimos Campeonatos Continentais também se classificam. As vagas finais serão alocadas às melhores equipes que ainda não se classificaram de acordo com o Ranking Mundial da FIVB no final da temporada da seleção nacional no ano anterior ao Campeonato Mundial.
Por ainda estarem sob suspensão por conta da Invasão da Ucrânia, a Rússia e a Bielorrússia não participam pelo segundo ano consecutivo.  Para a Europa, onze equipes adicionais entraram nas eliminatórias de seu Campeonato Continental. As outras nove equipes foram listadas no Ranking Mundial da FIVB no final de agosto de 2024, mas não competiram em seus Campeonatos Continentais.
| Confederação                    | Seleção              | Classificada como                   | Data em que a classificação foi assegurada | Aparições | Aparições consecutivas | Última aparição | Melhor resultado anterior             |
| ------------------------------- | -------------------- | ----------------------------------- | ------------------------------------------ | --------- | ---------------------- | --------------- | ------------------------------------- |
| AVC (país-sede + 3 vagas)       | Tailândia            | País-sede e atual campeão asiático  | 30 de agosto de 2024                       | 6         | 5                      | 2022            | 13º lugar (1998, 2010, 2018 e 2022)   |
| AVC (país-sede + 3 vagas)       | China                | Vice-campeão asiático               | 6 de setembro de 2023                      | 15        | 15                     | 2022            | Campeã (1982 e 1986)                  |
| AVC (país-sede + 3 vagas)       | Japão                | 3° colocado asiático                | 5 de setembro de 2023                      | 17        | 17                     | 2022            | Campeã (1962, 1967 e 1974)            |
| AVC (país-sede + 3 vagas)       | Vietnã               | 4° colocado asiático                | 5 de setembro de 2023                      | 0         | 1                      | Estreante       | Estreante                             |
| CEV (último campeão + 15 vagas) | Sérvia               | Atual campeã e vice-campeã europeia | 15 de outubro de 2022                      | 6         | 6                      | 2022            | Campeã (2018 e 2022)                  |
| CEV (último campeão + 15 vagas) | Alemanha             | Ranking da FIVB                     | 30 de agosto de 2024                       | 19        | 18                     | 2022            | 4º lugar (1974 e 1978)                |
| CEV (último campeão + 15 vagas) | Bélgica              | Ranking da FIVB                     | 30 de agosto de 2024                       | 4         | 3                      | 2022            | 9º lugar (2022)                       |
| CEV (último campeão + 15 vagas) | Bulgária             | Ranking da FIVB                     | 30 de agosto de 2024                       | 13        | 13                     | 2022            | 4º lugar (1952)                       |
| CEV (último campeão + 15 vagas) | Chéquia              | Ranking da FIVB                     | 30 de agosto de 2024                       | 12        | 9                      | 2022            | 3º lugar (1952 e 1960)                |
| CEV (último campeão + 15 vagas) | Espanha              | Ranking da FIVB                     | 30 de agosto de 2024                       | 1         | 1                      | 1982            | 10º lugar (1982)                      |
| CEV (último campeão + 15 vagas) | Eslováquia           | Ranking da FIVB                     | 30 de agosto de 2024                       | 0         | 1                      | Estreante       | Estreante                             |
| CEV (último campeão + 15 vagas) | Eslovênia            | Ranking da FIVB                     | 30 de agosto de 2024                       | 0         | 1                      | Estreante       | Estreante                             |
| CEV (último campeão + 15 vagas) | França               | Ranking da FIVB                     | 30 de agosto de 2024                       | 3         | 3                      | 1974            | 7º lugar (1952)                       |
| CEV (último campeão + 15 vagas) | Grécia               | Ranking da FIVB                     | 30 de agosto de 2024                       | 1         | 1                      | 2002            | 10º lugar (2002)                      |
| CEV (último campeão + 15 vagas) | Itália               | 4ª colocada europeia                | 30 de agosto de 2023                       | 12        | 12                     | 2022            | Campeã (2002)                         |
| CEV (último campeão + 15 vagas) | Países Baixos        | 3ª colocada europeia                | 30 de agosto de 2023                       | 15        | 15                     | 2022            | 4º lugar (2018)                       |
| CEV (último campeão + 15 vagas) | Polônia              | Ranking da FIVB                     | 30 de agosto de 2024                       | 11        | 11                     | 2022            | Vice-campeã (1952)                    |
| CEV (último campeão + 15 vagas) | Suécia               | Ranking da FIVB                     | 30 de agosto de 2024                       | 0         | 1                      | Estreante       | Estreante                             |
| CEV (último campeão + 15 vagas) | Turquia              | Atual campeã europeia               | 30 de agosto de 2023                       | 5         | 5                      | 2022            | 6º lugar (2010)                       |
| CEV (último campeão + 15 vagas) | Ucrânia              | Ranking da FIVB                     | 30 de agosto de 2024                       | 1         | 1                      | 1994            | 9º lugar (1994)                       |
| NORCECA (6 vagas)               | Canadá               | 3ª colocada NORCECA                 | 3 de setembro de 2023                      | 10        | 10                     | 2022            | 10º lugar (2022)                      |
| NORCECA (6 vagas)               | Cuba                 | Ranking da FIVB                     | 30 de agosto de 2024                       | 13        | 13                     | 2018            | Campeã (1978, 1994 e 1998)            |
| NORCECA (6 vagas)               | Estados Unidos       | Vice-campeã NORCECA                 | 3 de setembro de 2023                      | 17        | 17                     | 2022            | Campeã (2014)                         |
| NORCECA (6 vagas)               | México               | Ranking da FIVB                     | 30 de agosto de 2024                       | 8         | 8                      | 1970            | 10º lugar (1974)                      |
| NORCECA (6 vagas)               | Porto Rico           | Ranking da FIVB                     | 30 de agosto de 2024                       | 8         | 8                      | 2022            | 10º lugar (2002)                      |
| NORCECA (6 vagas)               | República Dominicana | Campeã NORCECA                      | 3 de setembro de 2023                      | 9         | 9                      | 2022            | 5º lugar (2014)                       |
| CSV (3 vagas)                   | Argentina            | Vice-campeã sul-americana           | 22 de agosto de 2023                       | 7         | 7                      | 2022            | 8º lugar (1960)                       |
| CSV (3 vagas)                   | Brasil               | Atual campeã sul-americana          | 22 de agosto de 2023                       | 17        | 17                     | 2022            | Vice-campeã (1994, 2006, 2010 e 2022) |
| CSV (3 vagas)                   | Colômbia             | 3ª colocada sul-americana           | 22 de agosto de 2023                       | 1         | 1                      | 2022            | 22º lugar (2022)                      |
| CAVB (3 vagas)                  | Camarões             | 3° colocada africana                | 23 de agosto de 2023                       | 4         | 4                      | 2022            | 21º lugar (2006, 2014 e 2018)         |
| CAVB (3 vagas)                  | Egito                | Vice-campeã africana                | 23 de agosto de 2023                       | 3         | 2                      | 1990            | 16º lugar (1990)                      |
| CAVB (3 vagas)                  | Quênia               | Campeã africana                     | 23 de agosto de 2023                       | 7         | 7                      | 2022            | 13º lugar (1994 e 1998)               |

## Regulamento

### Composição dos grupos
Os oito grupos foram formados por sorteio aleatório, com uma equipe selecionada de cada um dos três potes e designada para um grupo com base em sua colocação no pote. Oito equipes tiveram suas posições no sorteio pré-determinadas: a nação anfitriã Tailândia, posicionada como A1, e as sete primeiras equipes no ranking mundial, cada uma ocupando a primeira posição em seus respectivos grupos. Essas equipes de cabeças de chave incluem Itália (B1), Brasil (C1), Estados Unidos (D1), Turquia (E1), China (F1), Polônia (G1) e Japão (H1).
| Grupo A       | Grupo B              | Grupo C    | Grupo D        |
| ------------- | -------------------- | ---------- | -------------- |
| Tailândia     | Itália               | Brasil     | Estados Unidos |
| Países Baixos | Bélgica              | Porto Rico | Chéquia        |
| Suécia        | Cuba                 | França     | Argentina      |
| Egito         | Eslováquia           | Grécia     | Eslovênia      |
| Grupo E       | Grupo F              | Grupo G    | Grupo H        |
| Turquia       | China                | Polônia    | Japão          |
| Canadá        | República Dominicana | Alemanha   | Sérvia         |
| Bulgária      | Colômbia             | Quênia     | Ucrânia        |
| Espanha       | México               | Vietnã     | Camarões       |

### Fórmula de disputa
Primeira fase
Na primeira fase, as 32 equipes foram distribuídas em oito grupos de quatro equipes e jogarão entre si em turno único. As duas primeiras equipes em cada grupo se classificam para a fase final.
Fase final
A fase final será composta pelas 16 melhores equipes da primeira fase. Serão dezesseis partidas em sistema eliminatório: oito jogos nas oitavas de final, quatro jogos nas quartas de final, duas partidas nas semifinais, a disputa pelo terceiro lugar e pelo título do campeonato.

## Primeira fase
|  | Classificados para a fase final |

### Grupo A
|     |               |     | Jogos | Jogos | Jogos | Resultados | Resultados | Resultados | Resultados | Resultados | Resultados | Sets | Sets | Sets | Pontos | Pontos | Pontos |
| Pos | Equipe        | Pts | T     | V     | D     | 3–0        | 3–1        | 3–2        | 2–3        | 1–3        | 0–3        | V    | P    | R    | V      | P      | R      |
| --- | ------------- | --- | ----- | ----- | ----- | ---------- | ---------- | ---------- | ---------- | ---------- | ---------- | ---- | ---- | ---- | ------ | ------ | ------ |
| 1   | Egito         | 0   | 0     | 0     | 0     | 0          | 0          | 0          | 0          | 0          | 0          | 0    | 0    | MAX  | 0      | 0      | MAX    |
| 1   | Países Baixos | 0   | 0     | 0     | 0     | 0          | 0          | 0          | 0          | 0          | 0          | 0    | 0    | MAX  | 0      | 0      | MAX    |
| 1   | Suécia        | 0   | 0     | 0     | 0     | 0          | 0          | 0          | 0          | 0          | 0          | 0    | 0    | MAX  | 0      | 0      | MAX    |
| 1   | Tailândia     | 0   | 0     | 0     | 0     | 0          | 0          | 0          | 0          | 0          | 0          | 0    | 0    | MAX  | 0      | 0      | MAX    |

| Data   | Hora  |               | Placar |               | Set 1 | Set 2 | Set 3 | Set 4 | Set 5 | Total | Relatório |
| ------ | ----- | ------------- | ------ | ------------- | ----- | ----- | ----- | ----- | ----- | ----- | --------- |
| 22 ago | 17:00 | Países Baixos | –      | Suécia        | –     | –     | –     |       |       | 0–0   | Relatório |
| 22 ago | 20:30 | Tailândia     | –      | Egito         | –     | –     | –     |       |       | 0–0   | Relatório |
| 24 ago | 17:00 | Países Baixos | –      | Egito         | –     | –     | –     |       |       | 0–0   | Relatório |
| 24 ago | 20:30 | Tailândia     | –      | Suécia        | –     | –     | –     |       |       | 0–0   | Relatório |
| 26 ago | 17:00 | Suécia        | –      | Egito         | –     | –     | –     |       |       | 0–0   | Relatório |
| 26 ago | 20:30 | Tailândia     | –      | Países Baixos | –     | –     | –     |       |       | 0–0   | Relatório |

### Grupo B
|     |            |     | Jogos | Jogos | Jogos | Resultados | Resultados | Resultados | Resultados | Resultados | Resultados | Sets | Sets | Sets | Pontos | Pontos | Pontos |
| Pos | Equipe     | Pts | T     | V     | D     | 3–0        | 3–1        | 3–2        | 2–3        | 1–3        | 0–3        | V    | P    | R    | V      | P      | R      |
| --- | ---------- | --- | ----- | ----- | ----- | ---------- | ---------- | ---------- | ---------- | ---------- | ---------- | ---- | ---- | ---- | ------ | ------ | ------ |
| 1   | Bélgica    | 0   | 0     | 0     | 0     | 0          | 0          | 0          | 0          | 0          | 0          | 0    | 0    | MAX  | 0      | 0      | MAX    |
| 1   | Cuba       | 0   | 0     | 0     | 0     | 0          | 0          | 0          | 0          | 0          | 0          | 0    | 0    | MAX  | 0      | 0      | MAX    |
| 1   | Eslováquia | 0   | 0     | 0     | 0     | 0          | 0          | 0          | 0          | 0          | 0          | 0    | 0    | MAX  | 0      | 0      | MAX    |
| 1   | Itália     | 0   | 0     | 0     | 0     | 0          | 0          | 0          | 0          | 0          | 0          | 0    | 0    | MAX  | 0      | 0      | MAX    |

| Data   | Hora  |         | Placar |            | Set 1 | Set 2 | Set 3 | Set 4 | Set 5 | Total | Relatório |
| ------ | ----- | ------- | ------ | ---------- | ----- | ----- | ----- | ----- | ----- | ----- | --------- |
| 22 ago | 17:00 | Bélgica | –      | Cuba       | –     | –     | –     |       |       | 0–0   | Relatório |
| 22 ago | 20:30 | Itália  | –      | Eslováquia | –     | –     | –     |       |       | 0–0   | Relatório |
| 24 ago | 17:00 | Itália  | –      | Cuba       | –     | –     | –     |       |       | 0–0   | Relatório |
| 24 ago | 20:30 | Bélgica | –      | Eslováquia | –     | –     | –     |       |       | 0–0   | Relatório |
| 26 ago | 17:00 | Itália  | –      | Bélgica    | –     | –     | –     |       |       | 0–0   | Relatório |
| 26 ago | 20:30 | Cuba    | –      | Eslováquia | –     | –     | –     |       |       | 0–0   | Relatório |

### Grupo C
|     |            |     | Jogos | Jogos | Jogos | Resultados | Resultados | Resultados | Resultados | Resultados | Resultados | Sets | Sets | Sets | Pontos | Pontos | Pontos |
| Pos | Equipe     | Pts | T     | V     | D     | 3–0        | 3–1        | 3–2        | 2–3        | 1–3        | 0–3        | V    | P    | R    | V      | P      | R      |
| --- | ---------- | --- | ----- | ----- | ----- | ---------- | ---------- | ---------- | ---------- | ---------- | ---------- | ---- | ---- | ---- | ------ | ------ | ------ |
| 1   | Brasil     | 0   | 0     | 0     | 0     | 0          | 0          | 0          | 0          | 0          | 0          | 0    | 0    | MAX  | 0      | 0      | MAX    |
| 1   | França     | 0   | 0     | 0     | 0     | 0          | 0          | 0          | 0          | 0          | 0          | 0    | 0    | MAX  | 0      | 0      | MAX    |
| 1   | Grécia     | 0   | 0     | 0     | 0     | 0          | 0          | 0          | 0          | 0          | 0          | 0    | 0    | MAX  | 0      | 0      | MAX    |
| 1   | Porto Rico | 0   | 0     | 0     | 0     | 0          | 0          | 0          | 0          | 0          | 0          | 0    | 0    | MAX  | 0      | 0      | MAX    |

| Data   | Hora  |            | Placar |            | Set 1 | Set 2 | Set 3 | Set 4 | Set 5 | Total | Relatório |
| ------ | ----- | ---------- | ------ | ---------- | ----- | ----- | ----- | ----- | ----- | ----- | --------- |
| 22 ago | 16:00 | Porto Rico | –      | França     | –     | –     | –     |       |       | 0–0   | Relatório |
| 22 ago | 19:30 | Brasil     | –      | Grécia     | –     | –     | –     |       |       | 0–0   | Relatório |
| 24 ago | 16:00 | Porto Rico | –      | Grécia     | –     | –     | –     |       |       | 0–0   | Relatório |
| 24 ago | 19:30 | Brasil     | –      | França     | –     | –     | –     |       |       | 0–0   | Relatório |
| 26 ago | 16:00 | França     | –      | Grécia     | –     | –     | –     |       |       | 0–0   | Relatório |
| 26 ago | 19:30 | Brasil     | –      | Porto Rico | –     | –     | –     |       |       | 0–0   | Relatório |

### Grupo D
|     |                |     | Jogos | Jogos | Jogos | Resultados | Resultados | Resultados | Resultados | Resultados | Resultados | Sets | Sets | Sets | Pontos | Pontos | Pontos |
| Pos | Equipe         | Pts | T     | V     | D     | 3–0        | 3–1        | 3–2        | 2–3        | 1–3        | 0–3        | V    | P    | R    | V      | P      | R      |
| --- | -------------- | --- | ----- | ----- | ----- | ---------- | ---------- | ---------- | ---------- | ---------- | ---------- | ---- | ---- | ---- | ------ | ------ | ------ |
| 1   | Argentina      | 0   | 0     | 0     | 0     | 0          | 0          | 0          | 0          | 0          | 0          | 0    | 0    | MAX  | 0      | 0      | MAX    |
| 1   | Chéquia        | 0   | 0     | 0     | 0     | 0          | 0          | 0          | 0          | 0          | 0          | 0    | 0    | MAX  | 0      | 0      | MAX    |
| 1   | Eslovênia      | 0   | 0     | 0     | 0     | 0          | 0          | 0          | 0          | 0          | 0          | 0    | 0    | MAX  | 0      | 0      | MAX    |
| 1   | Estados Unidos | 0   | 0     | 0     | 0     | 0          | 0          | 0          | 0          | 0          | 0          | 0    | 0    | MAX  | 0      | 0      | MAX    |

| Data   | Hora  |                | Placar |           | Set 1 | Set 2 | Set 3 | Set 4 | Set 5 | Total | Relatório |
| ------ | ----- | -------------- | ------ | --------- | ----- | ----- | ----- | ----- | ----- | ----- | --------- |
| 22 ago | 16:00 | Chéquia        | –      | Argentina | –     | –     | –     |       |       | 0–0   | Relatório |
| 22 ago | 19:30 | Estados Unidos | –      | Eslovênia | –     | –     | –     |       |       | 0–0   | Relatório |
| 24 ago | 16:00 | Chéquia        | –      | Argentina | –     | –     | –     |       |       | 0–0   | Relatório |
| 24 ago | 19:30 | Estados Unidos | –      | Argentina | –     | –     | –     |       |       | 0–0   | Relatório |
| 26 ago | 16:00 | Argentina      | –      | Eslovênia | –     | –     | –     |       |       | 0–0   | Relatório |
| 26 ago | 19:30 | Estados Unidos | –      | Chéquia   | –     | –     | –     |       |       | 0–0   | Relatório |

### Grupo E
|     |          |     | Jogos | Jogos | Jogos | Resultados | Resultados | Resultados | Resultados | Resultados | Resultados | Sets | Sets | Sets | Pontos | Pontos | Pontos |
| Pos | Equipe   | Pts | T     | V     | D     | 3–0        | 3–1        | 3–2        | 2–3        | 1–3        | 0–3        | V    | P    | R    | V      | P      | R      |
| --- | -------- | --- | ----- | ----- | ----- | ---------- | ---------- | ---------- | ---------- | ---------- | ---------- | ---- | ---- | ---- | ------ | ------ | ------ |
| 1   | Bulgária | 0   | 0     | 0     | 0     | 0          | 0          | 0          | 0          | 0          | 0          | 0    | 0    | MAX  | 0      | 0      | MAX    |
| 1   | Canadá   | 0   | 0     | 0     | 0     | 0          | 0          | 0          | 0          | 0          | 0          | 0    | 0    | MAX  | 0      | 0      | MAX    |
| 1   | Espanha  | 0   | 0     | 0     | 0     | 0          | 0          | 0          | 0          | 0          | 0          | 0    | 0    | MAX  | 0      | 0      | MAX    |
| 1   | Turquia  | 0   | 0     | 0     | 0     | 0          | 0          | 0          | 0          | 0          | 0          | 0    | 0    | MAX  | 0      | 0      | MAX    |

| Data   | Hora  |          | Placar |          | Set 1 | Set 2 | Set 3 | Set 4 | Set 5 | Total | Relatório |
| ------ | ----- | -------- | ------ | -------- | ----- | ----- | ----- | ----- | ----- | ----- | --------- |
| 23 ago | 16:00 | Canadá   | –      | Bulgária | –     | –     | –     |       |       | 0–0   | Relatório |
| 23 ago | 19:30 | Turquia  | –      | Espanha  | –     | –     | –     |       |       | 0–0   | Relatório |
| 25 ago | 16:00 | Canadá   | –      | Espanha  | –     | –     | –     |       |       | 0–0   | Relatório |
| 25 ago | 19:30 | Turquia  | –      | Bulgária | –     | –     | –     |       |       | 0–0   | Relatório |
| 27 ago | 16:00 | Turquia  | –      | Canadá   | –     | –     | –     |       |       | 0–0   | Relatório |
| 27 ago | 19:30 | Bulgária | –      | Espanha  | –     | –     | –     |       |       | 0–0   | Relatório |

### Grupo F
|     |                      |     | Jogos | Jogos | Jogos | Resultados | Resultados | Resultados | Resultados | Resultados | Resultados | Sets | Sets | Sets | Pontos | Pontos | Pontos |
| Pos | Equipe               | Pts | T     | V     | D     | 3–0        | 3–1        | 3–2        | 2–3        | 1–3        | 0–3        | V    | P    | R    | V      | P      | R      |
| --- | -------------------- | --- | ----- | ----- | ----- | ---------- | ---------- | ---------- | ---------- | ---------- | ---------- | ---- | ---- | ---- | ------ | ------ | ------ |
| 1   | China                | 0   | 0     | 0     | 0     | 0          | 0          | 0          | 0          | 0          | 0          | 0    | 0    | MAX  | 0      | 0      | MAX    |
| 1   | Colômbia             | 0   | 0     | 0     | 0     | 0          | 0          | 0          | 0          | 0          | 0          | 0    | 0    | MAX  | 0      | 0      | MAX    |
| 1   | República Dominicana | 0   | 0     | 0     | 0     | 0          | 0          | 0          | 0          | 0          | 0          | 0    | 0    | MAX  | 0      | 0      | MAX    |
| 1   | México               | 0   | 0     | 0     | 0     | 0          | 0          | 0          | 0          | 0          | 0          | 0    | 0    | MAX  | 0      | 0      | MAX    |

| Data   | Hora  |                      | Placar |                      | Set 1 | Set 2 | Set 3 | Set 4 | Set 5 | Total | Relatório |
| ------ | ----- | -------------------- | ------ | -------------------- | ----- | ----- | ----- | ----- | ----- | ----- | --------- |
| 23 ago | 16:00 | República Dominicana | –      | Colômbia             | –     | –     | –     |       |       | 0–0   | Relatório |
| 23 ago | 19:30 | China                | –      | México               | –     | –     | –     |       |       | 0–0   | Relatório |
| 25 ago | 16:00 | República Dominicana | –      | México               | –     | –     | –     |       |       | 0–0   | Relatório |
| 25 ago | 19:30 | China                | –      | Colômbia             | –     | –     | –     |       |       | 0–0   | Relatório |
| 27 ago | 16:00 | Colômbia             | –      | México               | –     | –     | –     |       |       | 0–0   | Relatório |
| 27 ago | 19:30 | China                | –      | República Dominicana | –     | –     | –     |       |       | 0–0   | Relatório |

### Grupo G
|     |          |     | Jogos | Jogos | Jogos | Resultados | Resultados | Resultados | Resultados | Resultados | Resultados | Sets | Sets | Sets | Pontos | Pontos | Pontos |
| Pos | Equipe   | Pts | T     | V     | D     | 3–0        | 3–1        | 3–2        | 2–3        | 1–3        | 0–3        | V    | P    | R    | V      | P      | R      |
| --- | -------- | --- | ----- | ----- | ----- | ---------- | ---------- | ---------- | ---------- | ---------- | ---------- | ---- | ---- | ---- | ------ | ------ | ------ |
| 1   | Alemanha | 0   | 0     | 0     | 0     | 0          | 0          | 0          | 0          | 0          | 0          | 0    | 0    | MAX  | 0      | 0      | MAX    |
| 1   | Quênia   | 0   | 0     | 0     | 0     | 0          | 0          | 0          | 0          | 0          | 0          | 0    | 0    | MAX  | 0      | 0      | MAX    |
| 1   | Polônia  | 0   | 0     | 0     | 0     | 0          | 0          | 0          | 0          | 0          | 0          | 0    | 0    | MAX  | 0      | 0      | MAX    |
| 1   | Vietnã   | 0   | 0     | 0     | 0     | 0          | 0          | 0          | 0          | 0          | 0          | 0    | 0    | MAX  | 0      | 0      | MAX    |

| Data   | Hora  |          | Placar |          | Set 1 | Set 2 | Set 3 | Set 4 | Set 5 | Total | Relatório |
| ------ | ----- | -------- | ------ | -------- | ----- | ----- | ----- | ----- | ----- | ----- | --------- |
| 23 ago | 17:00 | Alemanha | –      | Quênia   | –     | –     | –     |       |       | 0–0   | Relatório |
| 23 ago | 20:30 | Polônia  | –      | Vietnã   | –     | –     | –     |       |       | 0–0   | Relatório |
| 25 ago | 17:00 | Alemanha | –      | Vietnã   | –     | –     | –     |       |       | 0–0   | Relatório |
| 25 ago | 20:30 | Polônia  | –      | Quênia   | –     | –     | –     |       |       | 0–0   | Relatório |
| 27 ago | 17:00 | Quênia   | –      | Vietnã   | –     | –     | –     |       |       | 0–0   | Relatório |
| 27 ago | 20:30 | Polônia  | –      | Alemanha | –     | –     | –     |       |       | 0–0   | Relatório |

### Grupo H
|     |          |     | Jogos | Jogos | Jogos | Resultados | Resultados | Resultados | Resultados | Resultados | Resultados | Sets | Sets | Sets | Pontos | Pontos | Pontos |
| Pos | Equipe   | Pts | T     | V     | D     | 3–0        | 3–1        | 3–2        | 2–3        | 1–3        | 0–3        | V    | P    | R    | V      | P      | R      |
| --- | -------- | --- | ----- | ----- | ----- | ---------- | ---------- | ---------- | ---------- | ---------- | ---------- | ---- | ---- | ---- | ------ | ------ | ------ |
| 1   | Camarões | 0   | 0     | 0     | 0     | 0          | 0          | 0          | 0          | 0          | 0          | 0    | 0    | MAX  | 0      | 0      | MAX    |
| 1   | Japão    | 0   | 0     | 0     | 0     | 0          | 0          | 0          | 0          | 0          | 0          | 0    | 0    | MAX  | 0      | 0      | MAX    |
| 1   | Sérvia   | 0   | 0     | 0     | 0     | 0          | 0          | 0          | 0          | 0          | 0          | 0    | 0    | MAX  | 0      | 0      | MAX    |
| 1   | Ucrânia  | 0   | 0     | 0     | 0     | 0          | 0          | 0          | 0          | 0          | 0          | 0    | 0    | MAX  | 0      | 0      | MAX    |

| Data   | Hora  |         | Placar |          | Set 1 | Set 2 | Set 3 | Set 4 | Set 5 | Total | Relatório |
| ------ | ----- | ------- | ------ | -------- | ----- | ----- | ----- | ----- | ----- | ----- | --------- |
| 23 ago | 17:00 | Japão   | –      | Camarões | –     | –     | –     |       |       | 0–0   | Relatório |
| 23 ago | 20:30 | Sérvia  | –      | Ucrânia  | –     | –     | –     |       |       | 0–0   | Relatório |
| 25 ago | 17:00 | Japão   | –      | Ucrânia  | –     | –     | –     |       |       | 0–0   | Relatório |
| 25 ago | 20:30 | Sérvia  | –      | Camarões | –     | –     | –     |       |       | 0–0   | Relatório |
| 27 ago | 17:00 | Japão   | –      | Sérvia   | –     | –     | –     |       |       | 0–0   | Relatório |
| 27 ago | 20:30 | Ucrânia | –      | Camarões | –     | –     | –     |       |       | 0–0   | Relatório |

## Fase final
|  | Oitavas de final | Oitavas de final |               |  | Quartas de final | Quartas de final |  |  | Semifinais | Semifinais |  |  | Final | Final |
|  |                  |                  |               |  |                  |                  |  |  |            |            |  |  |       |       |
|  | 29 de agosto     |                  |               |  |                  |                  |  |  |            |            |  |  |       |       |
|  |                  |                  |               |  |                  |                  |  |  |            |            |  |  |       |       |
|  |                  |                  |               |  |                  |                  |  |  |            |            |  |  |       |       |
|  | 3 de setembro    |                  |               |  |                  |                  |  |  |            |            |  |  |       |       |
|  |                  |                  |               |  |                  |                  |  |  |            |            |  |  |       |       |
|  |                  |                  |               |  |                  |                  |  |  |            |            |  |  |       |       |
|  | 29 de agosto     |                  |               |  |                  |                  |  |  |            |            |  |  |       |       |
|  |                  |                  |               |  |                  |                  |  |  |            |            |  |  |       |       |
|  |                  |                  |               |  |                  |                  |  |  |            |            |  |  |       |       |
|  |                  |                  | 6 de setembro |  |                  |                  |  |  |            |            |  |  |       |       |
|  |                  |                  |               |  |                  |                  |  |  |            |            |  |  |       |       |
|  |                  |                  |               |  |                  |                  |  |  |            |            |  |  |       |       |
|  | 1 de setembro    |                  |               |  |                  |                  |  |  |            |            |  |  |       |       |
|  |                  |                  |               |  |                  |                  |  |  |            |            |  |  |       |       |
|  |                  |                  |               |  |                  |                  |  |  |            |            |  |  |       |       |
|  | 4 de setembro    |                  |               |  |                  |                  |  |  |            |            |  |  |       |       |
|  |                  |                  |               |  |                  |                  |  |  |            |            |  |  |       |       |
|  |                  |                  |               |  |                  |                  |  |  |            |            |  |  |       |       |
|  | 1 de setembro    |                  |               |  |                  |                  |  |  |            |            |  |  |       |       |
|  |                  |                  |               |  |                  |                  |  |  |            |            |  |  |       |       |
|  |                  |                  |               |  |                  |                  |  |  |            |            |  |  |       |       |
|  |                  |                  | 7 de setembro |  |                  |                  |  |  |            |            |  |  |       |       |
|  |                  |                  |               |  |                  |                  |  |  |            |            |  |  |       |       |
|  |                  |                  |               |  |                  |                  |  |  |            |            |  |  |       |       |
|  | 30 de agosto     |                  |               |  |                  |                  |  |  |            |            |  |  |       |       |
|  |                  |                  |               |  |                  |                  |  |  |            |            |  |  |       |       |
|  |                  |                  |               |  |                  |                  |  |  |            |            |  |  |       |       |
|  | 3 de setembro    |                  |               |  |                  |                  |  |  |            |            |  |  |       |       |
|  |                  |                  |               |  |                  |                  |  |  |            |            |  |  |       |       |
|  |                  |                  |               |  |                  |                  |  |  |            |            |  |  |       |       |
|  | 30 de agosto     |                  |               |  |                  |                  |  |  |            |            |  |  |       |       |
|  |                  |                  |               |  |                  |                  |  |  |            |            |  |  |       |       |
|  |                  |                  |               |  |                  |                  |  |  |            |            |  |  |       |       |
|  |                  |                  | 6 de setembro |  |                  |                  |  |  |            |            |  |  |       |       |
|  |                  |                  |               |  |                  |                  |  |  |            |            |  |  |       |       |
|  |                  |                  |               |  |                  |                  |  |  |            |            |  |  |       |       |
|  | 31 de agosto     |                  |               |  |                  |                  |  |  |            |            |  |  |       |       |
|  |                  |                  |               |  | Terceiro lugar   |                  |  |  |            |            |  |  |       |       |
|  |                  |                  |               |  |                  |                  |  |  |            |            |  |  |       |       |
|  | 4 de setembro    | 4 de setembro    |               |  | 7 de setembro    | 7 de setembro    |  |  |            |            |  |  |       |       |
|  | 4 de setembro    | 4 de setembro    |               |  | 7 de setembro    | 7 de setembro    |  |  |            |            |  |  |       |       |
|  |                  |                  |               |  |                  |                  |  |  |            |            |  |  |       |       |
|  | 31 de agosto     |                  |               |  |                  |                  |  |  |            |            |  |  |       |       |
|  |                  |                  |               |  |                  |                  |  |  |            |            |  |  |       |       |
|  |                  |                  |               |  |                  |                  |  |  |            |            |  |  |       |       |
|  |                  |                  |               |  |                  |                  |  |  |            |            |  |  |       |       |
|  |                  |                  |               |  |                  |                  |  |  |            |            |  |  |       |       |
|  |                  |                  |               |  |                  |                  |  |  |            |            |  |  |       |       |

### Oitavas de final
| Data   | Hora  |  | Placar |  | Set 1 | Set 2 | Set 3 | Set 4 | Set 5 | Total | Relatório    |
| ------ | ----- |  | ------ |  | ----- | ----- | ----- | ----- | ----- | ----- | ------------ |
| 29 ago | 17:00 |  | –      |  | –     | –     | –     |       |       | 0–0   | [ Relatório] |
| 29 ago | 20:30 |  | –      |  | –     | –     | –     |       |       | 0–0   | [ Relatório] |
| 30 ago | 17:00 |  | –      |  | –     | –     | –     |       |       | 0–0   | [ Relatório] |
| 30 ago | 20:30 |  | –      |  | –     | –     | –     |       |       | 0–0   | [ Relatório] |
| 31 ago | 17:00 |  | –      |  | –     | –     | –     |       |       | 0–0   | [ Relatório] |
| 31 ago | 20:30 |  | –      |  | –     | –     | –     |       |       | 0–0   | [ Relatório] |
| 1 set  | 17:00 |  | –      |  | –     | –     | –     |       |       | 0–0   | [ Relatório] |
| 1 set  | 20:30 |  | –      |  | –     | –     | –     |       |       | 0–0   | [ Relatório] |

### Quartas de final
| Data  | Hora  |  | Placar |  | Set 1 | Set 2 | Set 3 | Set 4 | Set 5 | Total | Relatório    |
| ----- | ----- |  | ------ |  | ----- | ----- | ----- | ----- | ----- | ----- | ------------ |
| 3 set | 17:00 |  | –      |  | –     | –     | –     |       |       | 0–0   | [ Relatório] |
| 3 set | 20:30 |  | –      |  | –     | –     | –     |       |       | 0–0   | [ Relatório] |
| 4 set | 17:00 |  | –      |  | –     | –     | –     |       |       | 0–0   | [ Relatório] |
| 4 set | 20:30 |  | –      |  | –     | –     | –     |       |       | 0–0   | [ Relatório] |

### Semifinais
| Data  | Hora  |  | Placar |  | Set 1 | Set 2 | Set 3 | Set 4 | Set 5 | Total | Relatório    |
| ----- | ----- |  | ------ |  | ----- | ----- | ----- | ----- | ----- | ----- | ------------ |
| 6 set | 15:30 |  | –      |  | –     | –     | –     |       |       | 0–0   | [ Relatório] |
| 6 set | 19:30 |  | –      |  | –     | –     | –     |       |       | 0–0   | [ Relatório] |

### Terceiro lugar
| Data  | Hora  |  | Placar |  | Set 1 | Set 2 | Set 3 | Set 4 | Set 5 | Total | Relatório    |
| ----- | ----- |  | ------ |  | ----- | ----- | ----- | ----- | ----- | ----- | ------------ |
| 7 set | 15:30 |  | –      |  | –     | –     | –     |       |       | 0–0   | [ Relatório] |

### Final
| Data  | Hora  |  | Placar |  | Set 1 | Set 2 | Set 3 | Set 4 | Set 5 | Total | Relatório    |
| ----- | ----- |  | ------ |  | ----- | ----- | ----- | ----- | ----- | ----- | ------------ |
| 7 set | 19:30 |  | –      |  | –     | –     | –     |       |       | 0–0   | [ Relatório] |